# Nancy Allen

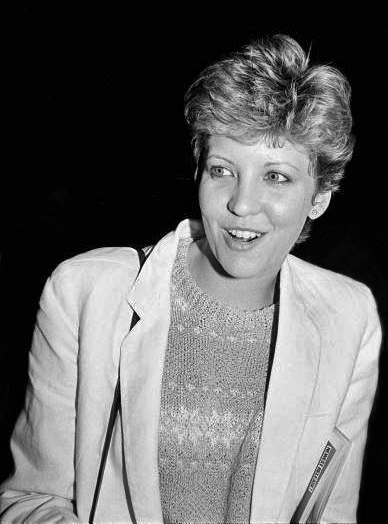
Nancy Allen (1984)

Nancy Anne Allen (* 24. Juni 1950 in Bronx, New York City) ist eine US-amerikanische Schauspielerin.

## Leben und Karriere
Allen wuchs im New Yorker Vorort Yonkers auf, ihr Vater war Polizist. Sie besuchte die High School of Performing Arts, um sich auf die geplante Karriere als Tänzerin vorzubereiten. Später besuchte sie die Jose Quintanos School for Young Professionals.
Ihre erste Filmrolle erhielt Allen im Jahr 1962, im Alter von 15 Jahren trat sie in der Fernsehwerbung auf. Im Film Das letzte Kommando spielte sie 1973 neben Jack Nicholson und 1976 für das Filmunternehmen United Artists in der Stephen-King-Verfilmung Carrie – Des Satans jüngste Tochter. In der Filmkomödie 1941 – Wo bitte geht’s nach Hollywood (1979) agierte Allen neben Dan Aykroyd und John Belushi. Im Film Dressed to Kill (1980) von Brian De Palma spielte sie neben Michael Caine und Angie Dickinson, für diese Rolle wurde sie sowohl für den Golden Globe Award als Beste Nachwuchsdarstellerin als auch für den Antipreis Goldene Himbeere nominiert. Für ihre Rolle im Film Das Philadelphia Experiment (1984) wurde sie für den Saturn Award nominiert, für die Rollen in den Filmen RoboCop (1987) und RoboCop 3 (1993) erfolgten weitere Nominierungen für den Saturn Award. Danach folgte eine Rolle im Film Der Mann, der niemals starb (1994) an der Seite von Roger Moore. Zuletzt trat sie 2008 als Schauspielerin in Erscheinung. Ihr Schaffen umfasst 39 Produktionen.
Allen war von 1979 bis 1983 mit Brian De Palma verheiratet, von 1992 bis 1994 mit Craig Shoemaker. Ihre bisher letzte Ehe mit Randy Bailey dauerte von 1997 bis 2008.

## Filmografie (Auswahl)
- 1973: Das letzte Kommando (The Last Detail)
- 1975: Exzesse im Blutrausch (Forced Entry)
- 1976: Carrie – Des Satans jüngste Tochter (Carrie)
- 1978: I Wanna Hold Your Hand
- 1979: 1941 – Wo bitte geht’s nach Hollywood (1941)
- 1980: Dressed to Kill
- 1981: Blow Out – Der Tod löscht alle Spuren (Blow Out)
- 1983: Das Geheimnis von Centreville (Strange Invaders)
- 1984: Biete Mutter – suche Vater (The Buddy System)
- 1984: Das Philadelphia Experiment (The Philadelphia Experiment)
- 1984: Geheimsache Schweinebacke (Not for Publication)
- 1987: RoboCop
- 1987: Boone – Ein Schurke unter Schurken (Sweet Revenge)
- 1988: Poltergeist III – Die dunkle Seite des Bösen (Poltergeist III)
- 1989: Limit Up – Zum Teufel mit den Kohlen (Limit Up)
- 1990: RoboCop 2
- 1993: RoboCop 3
- 1993: Der Mann, der niemals starb (The Man Who Wouldn’t Die)
- 1994: Ein Hauch von Himmel (Touched By An Angel, Fernsehserie, Episode 1x07)
- 1996: Last Assassins (Dusting Cliff 7)
- 1997: Mad Rex – Gegen das Gesetz (Against the Law)
- 1998: Out of Sight
- 1999: Kinder des Zorns 6 – Isaacs Rückkehr (Children of the Corn 666: Isaac’s Return)
- 1999: Kiss Toledo Goodbye
- 2001: Circuit
- 2002: Lady Cops – Knallhart weiblich (The Division, Fernsehserie, Episode 2x16)
- 2003: Law & Order: Special Victims Unit (Fernsehserie, Episode 5x11)
- 2008: My Apocalypse (Quality Time)
- 2012: Bound by Flesh (Dokumentarfilm, Stimme)
- 2016: Close Encounters with Vilmos Zsigmond (Dokumentarfilm)